# Yolande Mukagasana
Yolande Mukagasana (sinh ngày 6 tháng 9 năm 1954) là một nhà văn người Rwanda  viết bằng tiếng Pháp.
Bà là một y tá và bác sĩ gây mê Tutsi làm việc tại một bệnh viện ở Kigali. bà trốn sang Bỉ trong cuộc diệt chủng Rwandan; Chồng bà, con của bà và nhiều người mà bà biết đã bị giết. Ở Bỉ, bằng cấp của bà không được công nhận nên bà làm việc tại nơi cư trú của một người cao tuổi. Sau đó, bà nhận nuôi một số cháu gái có bố mẹ đã bị giết và những đứa trẻ mồ bài Rwandan khác.
Mukagasana trở về Rwanda cùng với nhiếp ảnh gia người Hy Lạp - Bỉ Alain Kazinierakis. Cùng nhau, họ đã sản xuất triển lãm du lịch Les Blessures du im lặng, chứng kiến các cuộc diệt chủng. Họ cũng thành lập Nyamirambo, point d'appui, một tổ chức nhằm xây dựng lại. Với nhóm sân khấu Groupov, bà đã viết vở kịch Rwanda 94.
Bà đã viết hai tác phẩm tự truyện La mort ne veut pas de moi (1997) và N'aie pas peur de savoir (1999). bà cũng đã xuất bản một tập truyện De Bouche à oreille (2003).
Năm 2002, bà nhận được giải thưởng Bồ câu vàng vì hòa bình do Archivio Disarmo trao tặng.